# Saint-Germain-des-Champs
Saint-Germain-des-Champs ist eine französische Gemeinde mit 344 Einwohnern (Stand: 1. Januar 2022) im Département Yonne in der Region Bourgogne-Franche-Comté. Die Gemeinde gehört zum Arrondissement Avallon und ist Mitglied im Gemeindeverband Avallon-Vézelay-Morvan. Die Einwohner werden Campigermanois und Campigermanoises genannt.

## Geographie
Saint-Germain-des-Champs liegt etwa 50 Kilometer südsüdöstlich von Auxerre und etwa acht Kilometer südsüdöstlich von Avallon. Die Gemeinde im Regionalen Naturpark Morvan befindet sich am südöstlichen Rand des Départements an der Grenze zum benachbarten Département Nièvre. Der Chalaux mündet im Süden des Gemeindegebiets im Staubereich des Réservoir du Crescent als linker Nebenfluss in die Cure, die dort eine natürliche Grenze zur Nachbargemeinde Marigny-l’Église bildet. Der Voldrain entspringt im zentralen Teil des Gemeindegebiets und wird auf dem Weg zu seiner Mündung in die Cure zu einem kleinen See aufgestaut. Das trockenfallende Flüsschen Rau de Montmain entspringt unweit vom Voldrain, fließt jedoch nördlich in Richtung des Flusses Cousin. 59 % der Fläche der Gemeinde wird landwirtschaftlich genutzt.
Umgeben wird Saint-Germain-des-Champs von den Nachbargemeinden Avallon im Norden, Magny im Nordosten, Saint-Brancher im Osten, Quarré-les-Tombes im Südosten, Marigny-l’Église (Nièvre) im Süden, Chastellux-sur-Cure im Südwesten, Saint-André-en-Morvan (Nièvre) im Westen und Südwesten sowie Island im Nordwesten.

## Bevölkerungsentwicklung

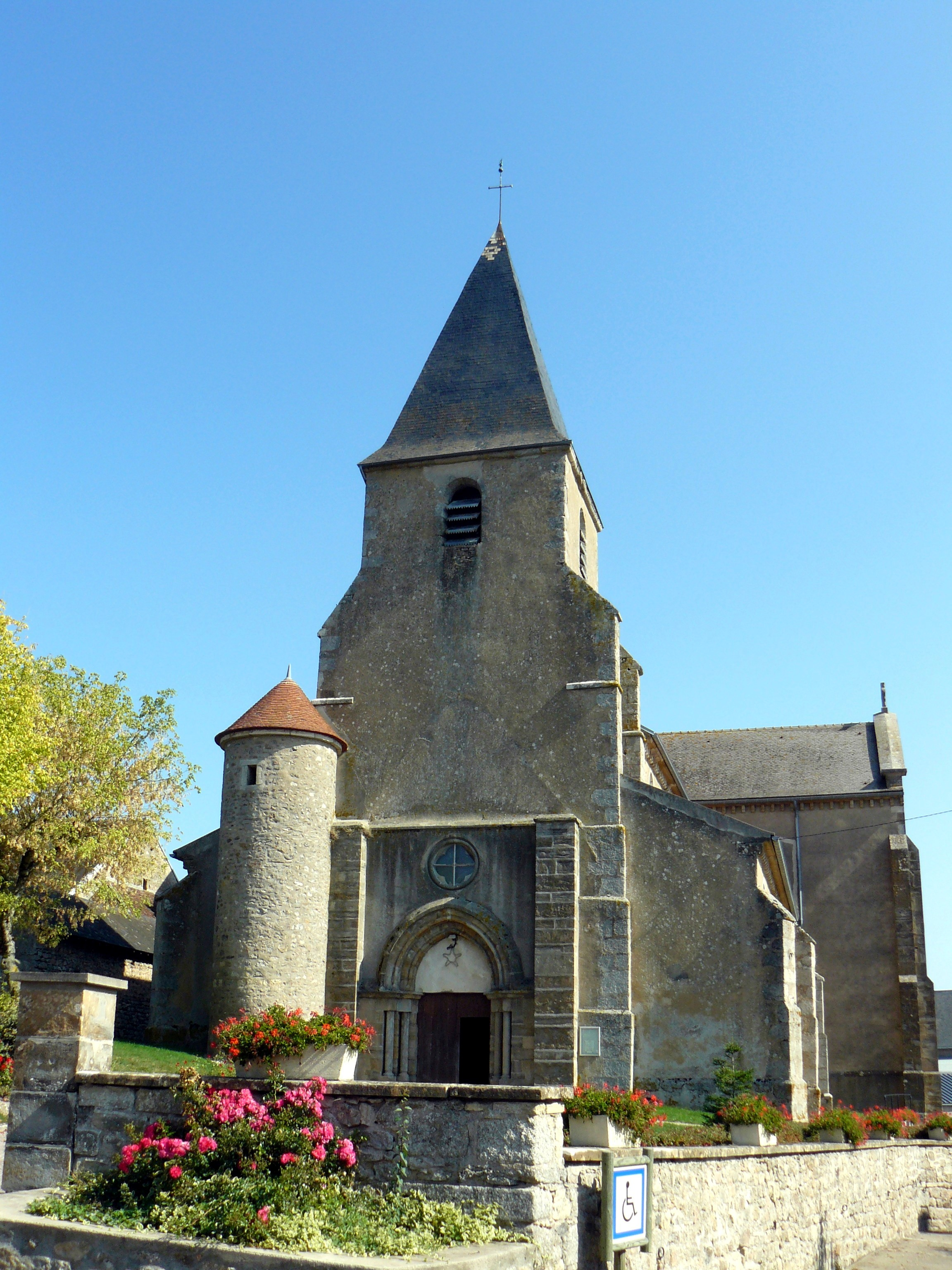
Kirche Saint-Germain

| Jahr                       | 1962 | 1968 | 1975 | 1982 | 1990 | 1999 | 2006 | 2013 | 20120 |
| Einwohner                  | 630  | 600  | 503  | 450  | 434  | 395  | 382  | 372  | 343   |
| Quellen: Cassini und INSEE |      |      |      |      |      |      |      |      |       |

## Sehenswürdigkeiten
- Kirche Saint-Germain
- Schloss Les Chagnats
- Reste des Schlosses Lautreville aus dem 18. Jahrhundert
- Schloss Railly, Neubau aus dem 19. Jahrhundert